# Vízszintes vezérsík

Boeing 737 felülnézete hagyományosan elhelyezett (sárgán villogó) vízszintes vezérsíkokkal.

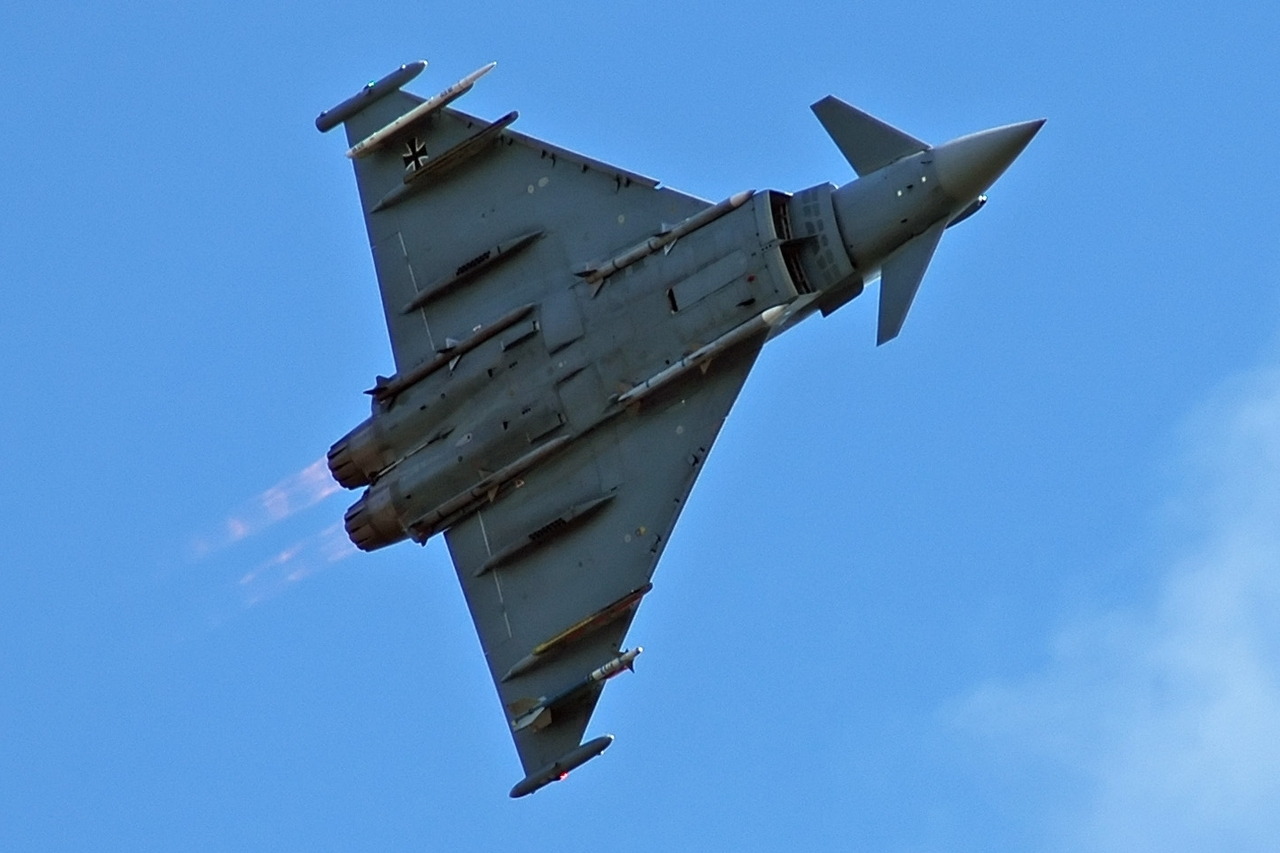
Eurofighter Typhoon: kacsaszárnyú repülőgép, melynél a vízszintes vezérsík a törzs elején van.

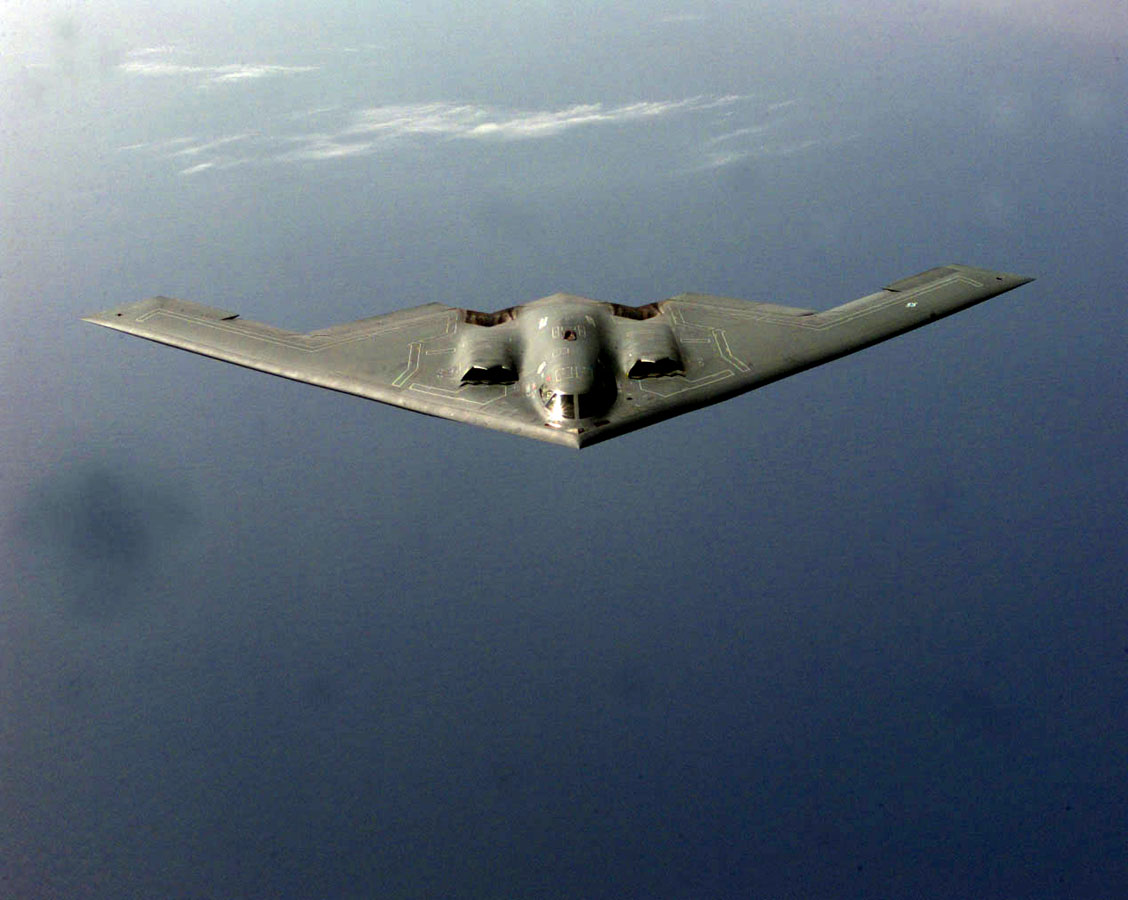
B–2 Spirit lopakodó, csupaszárny repülőgép. A vezérsíkok hiányoznak, szerepüket a szárnyakon levő kormányfelületekkel pótolják, emiatt a gép stabil irányítása csak számítógépes segítséggel lehetséges.

A vízszintes vezérsík vagy stabilizátor a repülőeszközökön (repülőgépek, léghajók, helikopterek) található vízszintes aerodinamikai felület, melynek feladata a repülőgép kereszttengely körüli (bólintó irányú) stabilitásának megteremtése. A vízszintes vezérsíkon van a magassági kormány, egyes (főleg vadász-) repülőgépek vízszintes vezérsíkja elforgatható, és teljes egészében magassági kormányként szolgál, ilyen esetben erősen (a repülőgép haladási irányához képest 90°-ban) elfordítva fékezésre, a kifutás hosszának csökkentésére is használják. A kacsaszárnyú repülőgépeken (JAS 39 Gripen, Eurofighter Typhoon, Rafale) a vízszintes vezérsík a szárny előtt helyezkedik el, a csupaszárny- és a deltaszárnyú repülőgépek egy részén (Mirage III. J 35 Draken, Space Shuttle, Concorde) nincsen vízszintes vezérsík.